# Тегеранский медицинский университет
Тегеранский медицинский университет (перс. دانشگاه علوم پزشکی تهران‎) — государственное высшее учебное заведение, крупнейший учебный и научно-исследовательский центр в области медицинских наук в Иране. Расположен в городе Тегеран.

## Общие сведения
Тегеранский медицинский университет, также известный как Тегеранский университет медицинских наук, ведёт отсчёт своей истории с 1851 года как медицинское отделение Дар ул-Фунуна (перс. دارالفنون‎), преобразованное в 1919 году в Медицинскую школу, на базе которой в 1934 году был создан медицинский факультет Тегеранского университета.
В 1986 году медицинский факультет был выделен из состава Тегеранского университета и преобразован в Тегеранский медицинский университет (ТМУ).
ТМУ считается одним из ведущих научно-исследовательских университетов Ирана с годовым бюджетом исследований более 300 млрд. риалов (2013 г.). В университете обучается более 13 000 студентов, 40% из которых составляют студентки. ТМУ подготавливает более 2 000 специалистов по 80 бакалаврским, магистерским и докторским программам.
По состоянию на 2016 год, структура ТМУ включает 10 факультетов, 92 научно-исследовательских центра, 16 университетских клиник на 5800 коек, более 40 библиотек, а также вуз публикует 34 научных журнала. На факультетах и в научно-исследовательских центрах работают 1675 профессоров и преподавателей. При университете действует Национальный музей истории медицинских наук.
Тегеранский медицинский университет имеет аккредитацию Службы аккредитации для международных колледжей (ASIC).

## Образовательная деятельность
По состоянию на июнь 2016 года основной учебный процесс в университете осуществляется на 11 факультетах:
1. Медицинский факультет;
2. Парамедицинский факультет;
3. Стоматологический факультет;
4. Факультет сестринского дела и гинекологии;
5. Факультет общественного здоровья;
6. Факультет традиционной медицины;
7. Факультет инновационных медицинских технологий;
8. Факультет медицинской реабилитации;
9. Факультет трофологии и диетологии;
10. Фармацевтический факультет;
11. Факультет дистанционного образования.

## Научно-исследовательская деятельность
ТМУ — крупный учебно-научный комплекс по подготовке, переподготовке, аттестации и повышению квалификации медицинских кадров. В состав университета входят 86 научно-исследовательских институтов и центров:
| - НИИ иммунодефицитов; - НИИ эндокринологии и обмена веществ; - НИИ заболевания глаз; - НИИ иммунологии, астмы и аллергии; - НИИ разработки лекарственных средств; - НИЦ фармацевтики; - НИЦ ядерной медицины; - НИЦ ревматологии; - НИЦ нанотехнологий; - НИЦ стоматологического протезирования; - НИЦ биотехнологий - НИЦ онкологии - НИЦ цитологии и молекулярной биологии; - НИЦ онкопатологии; - НИЦ ожогов; - НИЦ Загрязнение атмосферы Земли загрязнения атмосферного воздуха (CAPR) - НИЦ травм головного и спинного мозга - НИЦ медицинских исследований и образования в области медицинских наук - НИЦ экспериментальной медицины - НИЦ медицинской этики и истории медицины; - НИЦ традиционной иранской фармации; - НИЦ остеопороза - НИЦ проблем безопасности труда и предупреждения производственного травматизма; - Иранский Национальный центр по изучению наркозависимости - Проектный и научно-исследовательский центр разработки лекарственных средств - НИЦ электрофизиологии - НИЦ фармацевтики - НИЦ кардиоэлектрофизиологии - НИЦ эндемичных паразитарных заболеваний - Научно-исследовательский центр по науке и технологии в медицине - НИЦ урологии - НИЦ эндокринологии - НИЦ детской урологии - НИЦ эндокринологии и обмена веществ - НИЦ эхокардиографии - НИЦ физиологии - НИЦ сердечно-сосудистых заболеваний - НИЦ заболеваний желудочно-кишечного тракта и печени; - НИЦ молекулярной иммунологии - НИЦ оториноларингологии - НИЦ «Иранский банк тканей» - НИЦ оториноларингологии; - НИЦ бесплодия и репродуктивного здоровья; | - НИЦ лекарственных растений; - НИЦ психического здоровья; - НИЦ лазерной стоматологии; - НИЦ охраны здоровья матери и ребёнка; - НИЦ применения медицинских знаний - НИЦ сердечно-сосудистых заболеваний и интервенционной кардиологии; - НИЦ аутоиммунных заболеваний - НИЦ управления здравоохранением; - НИЦ приобретённых заболеваний сердца; - НИЦ повышения квалификации в области управления здравоохранением и экономики; - НИЦ по изучению профессиональных заболеваний; - НИЦ сестринского дела; - НИЦ детских инфекционных заболеваний; - НИЦ акушерства и гинекологии; - НИЦ подготовки специалистов по кожным заболеваниям и лепре; - НИЦ фундаментальной и клинической токсикологии; - НИЦ ревматологии; - НИЦ исламской и альтернативной медицин; - НИЦ заболеваний желудочно-кишечного тракта; - НИЦ проблем антибиотикорезистентности; - Иранский Центр неврологических исследований - НИЦ твердых бытовых отходов; - НИЦ челюстно-лицевой хирургии - НИЦ спортивной медицины - НИЦ нефрологии; - Центр партисипативных исследований; - НИЦ стволовых клеток; - НИЦ гематологии, онкологии и трансплантации стволовых клеток; - Исследовательский центр по рациональному использованию лекарственных средств; - НИЦ качества воды; - НИЦ травматологии и хирургии; - НИЦ уро-онкологии; - НИЦ клеточной и молекулярной томографии; - НИЦ обеспечения качества фармацевтической продукции; - НИЦ диабета; - НИЦ грудного вскармливания; - НИЦ современных методов диагностики и интервенционной радиологии; - НИЦ медицинской реабилитации; - НИЦ роста и развития; - НИЦ кардиохирургии и трансплантологии; - НИЦ психиатрии и психологии; - НИЦ малоинвазивных процедур; - НИЦ глазной клиники «Расул Акрам». |

## Образовательная и лечебная работа
Образовательная и лечебная работа Тегеранского медицинского университета ведется в 16 университетских клиниках на 5800 коек в г. Тегеране.

## Издательская деятельность
Тегеранский университет медицинских наук издаёт ряд научных журналов на персидском и английском языках совместно с Университетом медицинских наук Ирана.